# GreenCycle
GreenCycle ist ein Verfahren zur Berechnung von Lebenszykluskosten von Außenanlagen. Die Methodik, Umsetzung und Datenerhebung wurde in einem mehrjährigen Schweizer Forschungsprojekt entwickelt und wird heute für die nachhaltige Betrachtung von Anlagen im Außenraum angewandt.

## Historie
2007 startete ein Forschungsprojekt an der ZHAW (Wädenswil, Schweiz) in Zusammenarbeit mit der Firma nateco und der d.b.g. Datenbankgesellschaft mbH Falkensee, um ein Verfahren zu entwickeln, die Lebenszykluskosten von Freianlagen zu berechnen und grafisch und tabellarisch so aufzubereiten, dass diese als Diskussionsgrundlage fachübergreifend genutzt werden können. Dazu wurden Forschungsgelder aus der Schweiz bereitgestellt. Unterstützt wurde das interdisziplinäre Team von der Schweizer Behörde (KTI – Kommission für Technik und Innovation) und durch Fachleute und Berufsverbände.
Das Forschungsprojekt bestand aus zwei Teilen:
Im ersten Teil wurden Daten zu den Lebenszykluskosten von verschiedenen Materialien und Elementen im Außenraum zusammengetragen und evaluiert. Dabei wurden Qualitäten für die Instandhaltung definiert, welche dem Ansatz Best Practice folgten. Als Ergebnis entstand der Katalog Schweiz (KTI).
Der zweite Teil des Forschungsprojektes umfasste die Erstellung der Datenbankanwendung GreenCycle (seit 2016 d.b.g. GreenCycle), die Fachleuten die umfangreichen Daten des Schweizer Katalogs für Berechnungen der Lebenszykluskosten zur Verfügung stellt.

## Zielsetzung

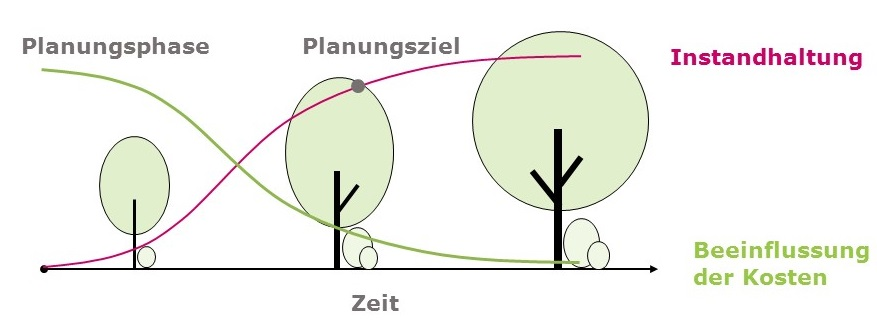
Für eine nachhaltige Planung von Freianlagen muss bereits in der Planungsphase die Instandhaltung berücksichtigt werden, um ein Erreichen des Planungsziels zu ermöglichen.

Der Instandhaltungsaufwand einer Freianlage ist stark von den verbauten Materialien und deren Anordnung, Größen und zu erwartenden Nutzungen abhängig. Ziel der Lebenszykluskostenberechnung von Außenanlagen ist es daher, noch vor der Erstellung der Anlagen die Kosten für den Bau, wie auch für den Erhalt der Anlagen aufzuzeigen und entsprechend planen zu können. Dadurch soll die kurzfristige Planung bis zur Fertigstellungspflege durch eine langfristige, nachhaltige abgelöst werden. Die zentralen Themen sind dabei die Optimierung der Kosten der Anlage im Hinblick auf vorhandene Pflegeressourcen und der Erhalt der Qualität von Freiflächen.

## Der Lebenszyklus im GreenCycle
Im Fokus der Berechnungsmethode im GreenCycle stehen die Kosten von Freianlagen, die für den Bauherren und Betreiber der Anlagen zu berücksichtigen sind. Somit beginnt im Gegensatz zum Life-Cycle-Costing die Lebenszykluskostenberechnung bei GreenCycle mit dem Einbau des Materials in den Freiraum. Die Kosten für die Planung der Anlagen bleiben unberücksichtigt. Die Produktionskosten des Materials spiegeln sich zum Teil in den Materialkosten wider.

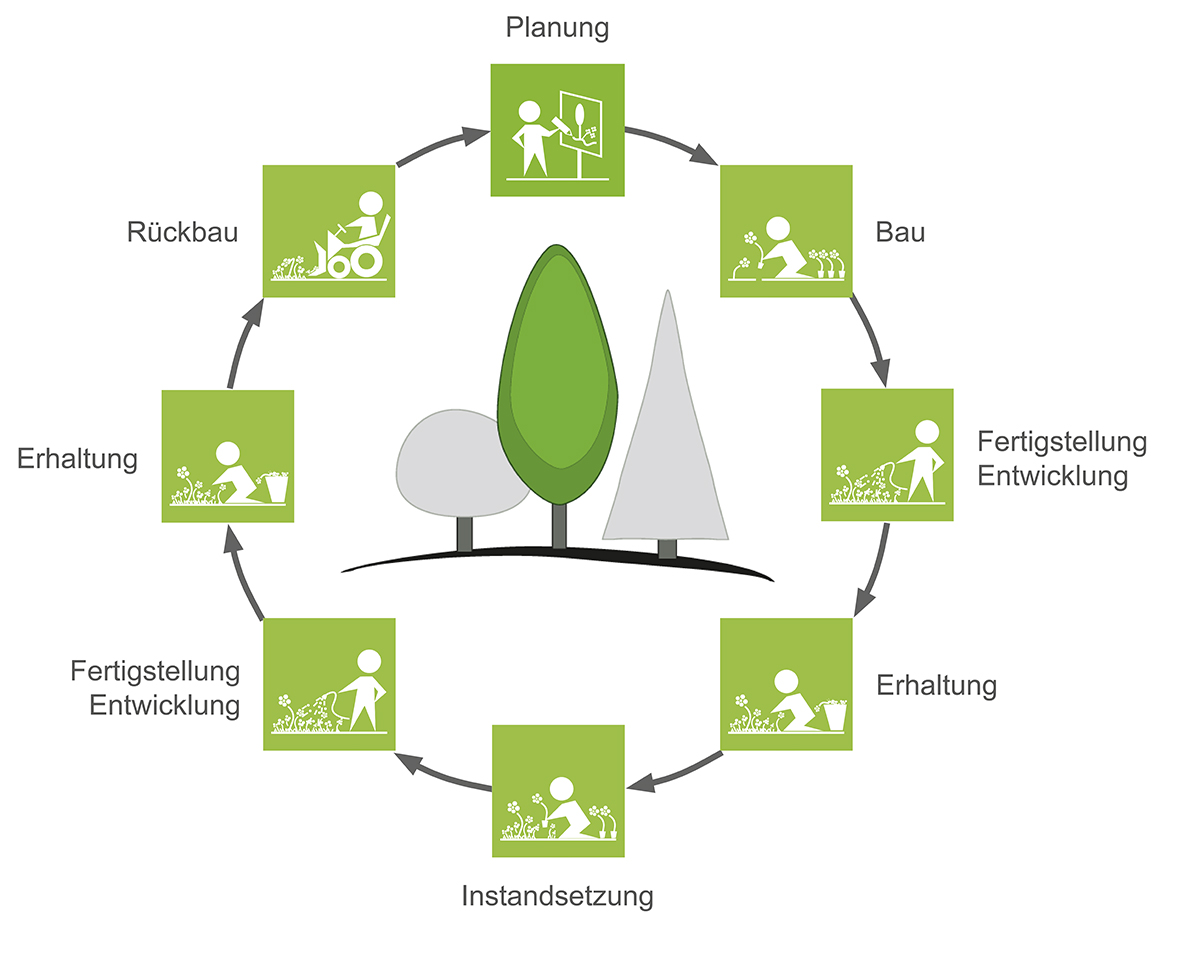
Der Lebenszyklus eines Materials beginnt bei der Planung und endet mit dem Rückbau.

Der Lebenszyklus im GreenCycle beschreibt die gesamte Existenzphase eines Materials, beginnend bei der Herstellung bis zum Rückbau. Der Lebenszyklus wird in einzelne Lebensphasen untergliedert. Je Material werden diese unterschiedlich differenziert. Hartflächen oder Einbauten durchlaufen in der Regel eine Herstellungs-, eine Nutzungs- und eine Rückbauphase. Die Lebensphasen von Vegetationen sind dagegen wesentlich differenzierter und umfassen neben der Herstellungs- und Rückbauphase zum Teil auch eine Entwicklungs-, Jugend-, Adult- und Altersphase.

## Berechnungsmethode

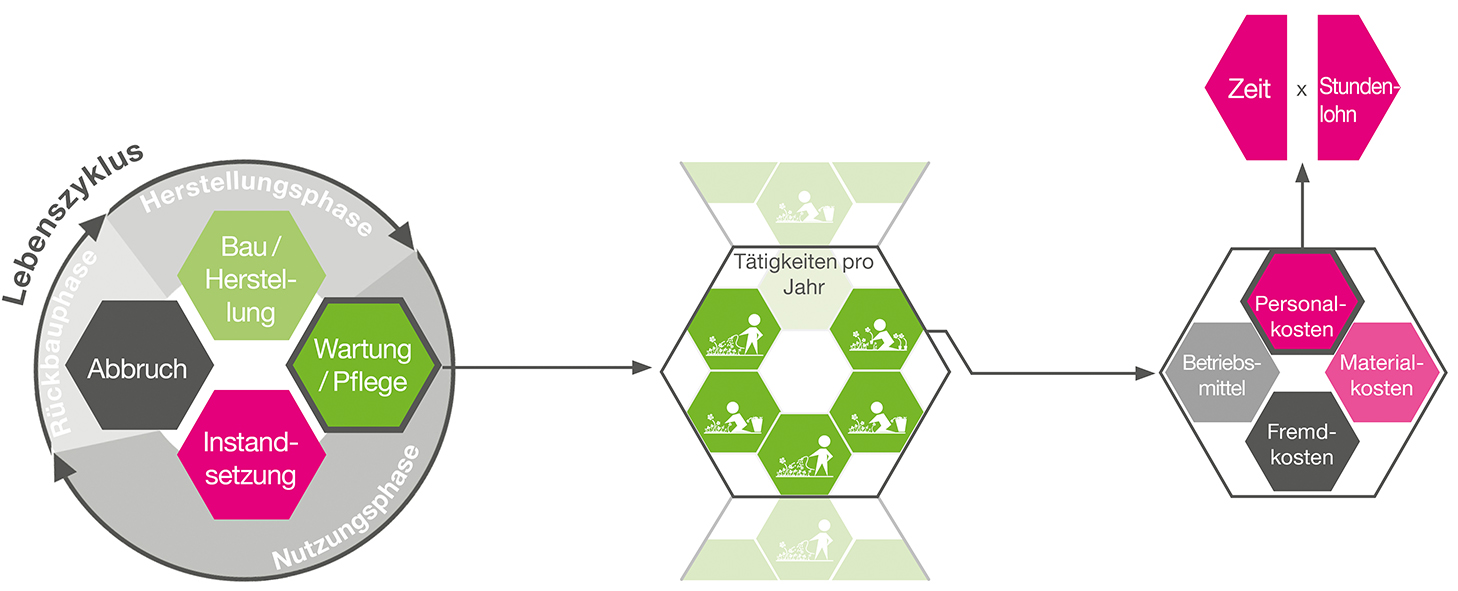
Das Modell zeigt die Datenstruktur im d.b.g. GreenCycle zur Berechnung der Lebenszykluskosten für ein Profil.

Die Lebenszykluskosten setzen sich im GreenCycle aus den Kosten der einzelnen Tätigkeiten, die auf den Flächen oder an den Elementen des Außenraums durchgeführt werden, zusammen. Dabei wird jede Tätigkeit in jeder Lebensphase und pro Service-Level einzeln erfasst. Die Kosten pro Tätigkeit werden pro Jahr berechnet. Diese ergeben sich aus der Anzahl der Arbeitsgänge (AG) pro Jahr, dem Zeitaufwand pro Arbeitsgang (AG) multipliziert mit dem üblichen Mittellohn, sowie die aufgewendeten Betriebsmittel-, Material- und Fremdkosten pro Arbeitsgang (AG).
Aufwandsberechnung pro Jahr = Anzahl AG x (( h pro AG x €/h) + BM € + Material € + Fremd €)
Der ermittelte Jahresaufwand wird multipliziert mit der Jahresanzahl der jeweiligen Dauer der Lebensphase.
Kosten pro Lebensphase = Jahresaufwand x Phasendauer
Die Gesamtheit der entstehenden Kosten pro Lebensphase ergeben letztendlich die Lebenszykluskosten für ein Element oder Material:
Lebenszykluskosten (LZK) = Kosten Herstellungsphase + Kosten Instandhaltungsphase + Kosten Rückbauphase
Die Berechnung der Lebenszykluskosten einer Freianlage umfasst die Gesamtheit der Lebenszykluskosten der einzelnen Materialien und Elemente, bezogen auf deren jeweiligen Größen, Längen und Anzahl, die sich in der Anlage befinden:
LZK für … Jahre einer Freianlage = (n1 x LZK Material 1 x Masse1) + (n2 x LZK Material 2 x Masse2) + …
Bei der Berechnung ist zu beachten, dass der Lebenszyklus von Freianlagen eine andere Lebensdauer aufweist, als die in ihm vorhandenen Materialien. Das Ende des Lebenszyklus von Freianlagen ist nicht gleichzusetzen mit dem Ende der Lebensdauer, sondern wird begründet durch Überplanung oder Neubau der ganzen Anlage.

### Softwarelösung

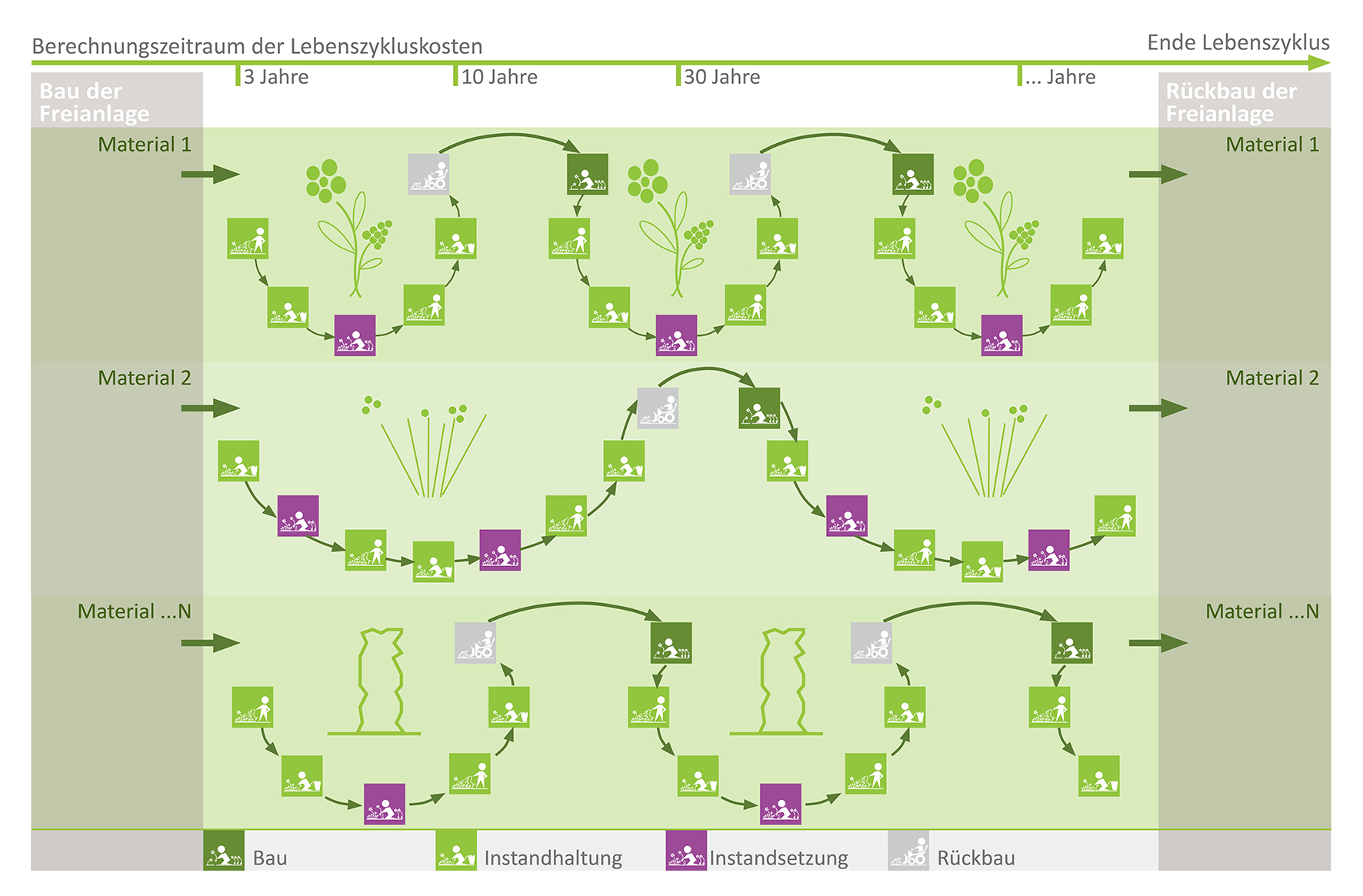
Zur Berechnung der Lebenszykluskosten einer ganzen Freianlage müssen die parallel laufenden Lebenszyklen der einzelnen Flächeninhalte der Anlage berechnet werden.

Um diese komplexen Zusammenhänge der Lebenszykluskosten von Freianlagen berechnen und auswerten zu können, wurde durch die d.b.g. Datenbankgesellschaft mbH im zweiten Teil des Forschungsprojekts in enger Zusammenarbeit mit der ZHAW Wädenswil und der Firma nateco die gleichnamige Software GreenCycle entwickelt. Mit dieser können die Lebenszykluskosten einzelner Materialien bis hin zu komplexen Grünanlagen dargestellt, bewertet und verglichen werden. Im Programm werden die Objekte (Parkanlagen, Plätze etc.) in ihre einzelnen Materialien (Profile) unterteilt, die wiederum mittels Schemata strukturiert und gegliedert werden.
Die Lebenszykluskosten können pro Kosten- oder Leistungsart, pro Tätigkeit, pro Lebensphase oder als Gesamtkosten pro Jahr auf Ebene der einzelnen Materialien bis hin zu mehreren Objekten ausgewertet und verglichen werden. Zudem werden verschiedene externe Einflussfaktoren, die die Lebenszykluskosten stark beeinflussen, berücksichtigt.

### Datenbanken
Die Software GreenCycle kann mehrere Datenbanken zur Lebenszykluskostenberechnung verwalten. Nach dem Pilotprojekt in der Schweiz wurde die Erhebung von Lebenszyklusdaten von mehreren Organisationen und Arbeitsgemeinschaften fortgeführt und spezifische Datenkataloge angelegt.

#### Datenerhebung Katalog Schweiz (KTI)
Der Katalog Schweiz (KTI) ging als Resultat des Forschungsprojektes 2009 hervor. Er wurde in enger Zusammenarbeit mit der ZHAW Wädenswil, den Schweizer Behörden (KTI – Kommission für Technik und Innovation) und durch Fachleute und Berufsverbände entwickelt. In diesem sind rund 90 Materialien und gärtnerische Elemente (Profile) enthalten. Im Jahr 2012 wurde er strukturell überarbeitet und wird in der Schweiz vielerorts verwendet.

#### Datenerhebung Katalog Winterthur
Die Stadtgärtnerei Winterthur ist ein Pilotanwender von GreenCycle. Sie erarbeitete, basierend auf dem Katalog Schweiz (KTI), einen stadtspezifischen Katalog. In diesem wurden die Häufigkeiten und Werte zu den einzelnen Tätigkeiten speziell auf die Gegebenheiten der Stadt angepasst und somit eine Kostengenauigkeit in den Berechnungen von fast 95 % erreicht.
Heute ist GreenCycle ein etabliertes Verfahren und wichtiger Baustein im Grünflächenmanagementsystem von Winterthur.

#### Datenerhebung Katalog VSSG
Der Katalog VSSG wurde 2010 und 2011 im Rahmen des Projektes „Kosten, Wert und Nutzen von öffentlichem Grün“ vom Verband Schweizerischer Stadtgärtnereien und Gartenbauämter (VSSG) erarbeitet. Dazu schlossen sich die Stadtgärtnereien und Gartenbauämter von Basel, Bern, Chur, Luzern, Schaffhausen, Winterthur und Zürich zu einer Arbeitsgruppe zusammen. Innerhalb eines Jahres wurde detailliert der Instandhaltungsaufwand von 28 verschiedenen Anlagen (Straßengrün, Schulhäuser, Parkanlagen, Friedhöfe) erfasst. Insgesamt wurden 45 Materialien erarbeitet.
Die Kennzahlen wurden in den Katalog VSSG eingepflegt und dienen als Datengrundlage für die Berechnungen des Unterhaltsaufwands öffentlicher Grünanlagen. Der Katalog steht allen Mitgliedern des VSSG zur Verfügung.

#### Datenerhebung Katalog d.b.g. Deutschland-Katalog
2013 begann die d.b.g. Datenbankgesellschaft mbH nach Vorbild des Katalogs Schweiz (KTI) einen Deutschland-Katalog aufzubauen. Die Datenerhebung stützt sich dabei auf Zeitwerte von Nachkalkulationen und der Betriebsdatenerfassung verschiedener Städte aus ganz Deutschland, die anonymisiert die Daten zur Verfügung stellen. Zudem werden die Daten durch Expertengespräche und Hinweise aus der Praxis abgestützt und evaluiert. Die hinterlegten Tätigkeiten entsprechen dem Stand der Technik und berücksichtigen die geltenden Vorschriften von DIN-Normen, FLL-Richtlinien sowie diverse Empfehlungen, Vorgaben und Veröffentlichungen diverser Fachkreise. Durch eine kontinuierliche Datenrecherche konnten bis 2018 über 130 verschiedene Materialien in 3 Service-Leveln hinterlegt werden. Die Datenstruktur entspricht dem Objektartenkatalog für Freianlagen der FLL, die sich auf die DIN 276 der HOAI stützt.

## Anwendung
Die Lebenszykluskostenberechnung nach dem Modell von GreenCycle wird von öffentlichen und privatwirtschaftlichen Betreibern von Außenanlagen angewandt. Hauptsächlich sind dies die Stadtgärtnereien in der Schweiz bzw. die Grünflächenämter und Eigenbetriebe in Deutschland sowie Wohnungsbaugesellschaften. Zunehmend werden die Lebenszykluskosten als wichtiger Entscheidungsträger eingefordert, wodurch auch Landschaftsarchitekturbüros bereits bei der Entwurfsphase Lebenszykluskosten ermitteln.
Anwendung findet das Lebenszykluskostenmodell in vielen Leistungsphasen der HOAI. Der Schwerpunkt liegt dabei auf den Leistungsphasen 2 (Vorentwurfsphase) und 3 (Entwurfsphase). Zudem wird die Lebenszykluskostenberechnung nach GreenCycle zur Beurteilung von Wettbewerbsbeiträgen und zur Bestandsanalyse eingesetzt.